# Korpilax
Korpilax eller Korpilahti (finska: Korpilahti) var en kommun i landskapet Mellersta Finland i Västra Finlands län. Kommunen sammanslogs den 1 januari 2009 med Jyväskylä stad. Vid sammanslagningen hade Korpilax cirka 5 060 invånare. Korpilax var enspråkigt finskt. Kommunen hade en yta på 794,62 km², varav landarealen var 614,58 km².
En av mätpunkterna på Struves meridianbåge ligger i Puolakka by vid Tornikallio på berget Oravivuori.
Fram till 1860-talet hörde Korpilax till Jämsä. Kommunen Korpilax grundades 1867, och också Haukanmaa, Muurame och Säynätsalo hörde till kommunen, tills Haukanmaa 1911 blev en del av ny kommun, Toivakka, och kommunen Muurame grundades 1921.

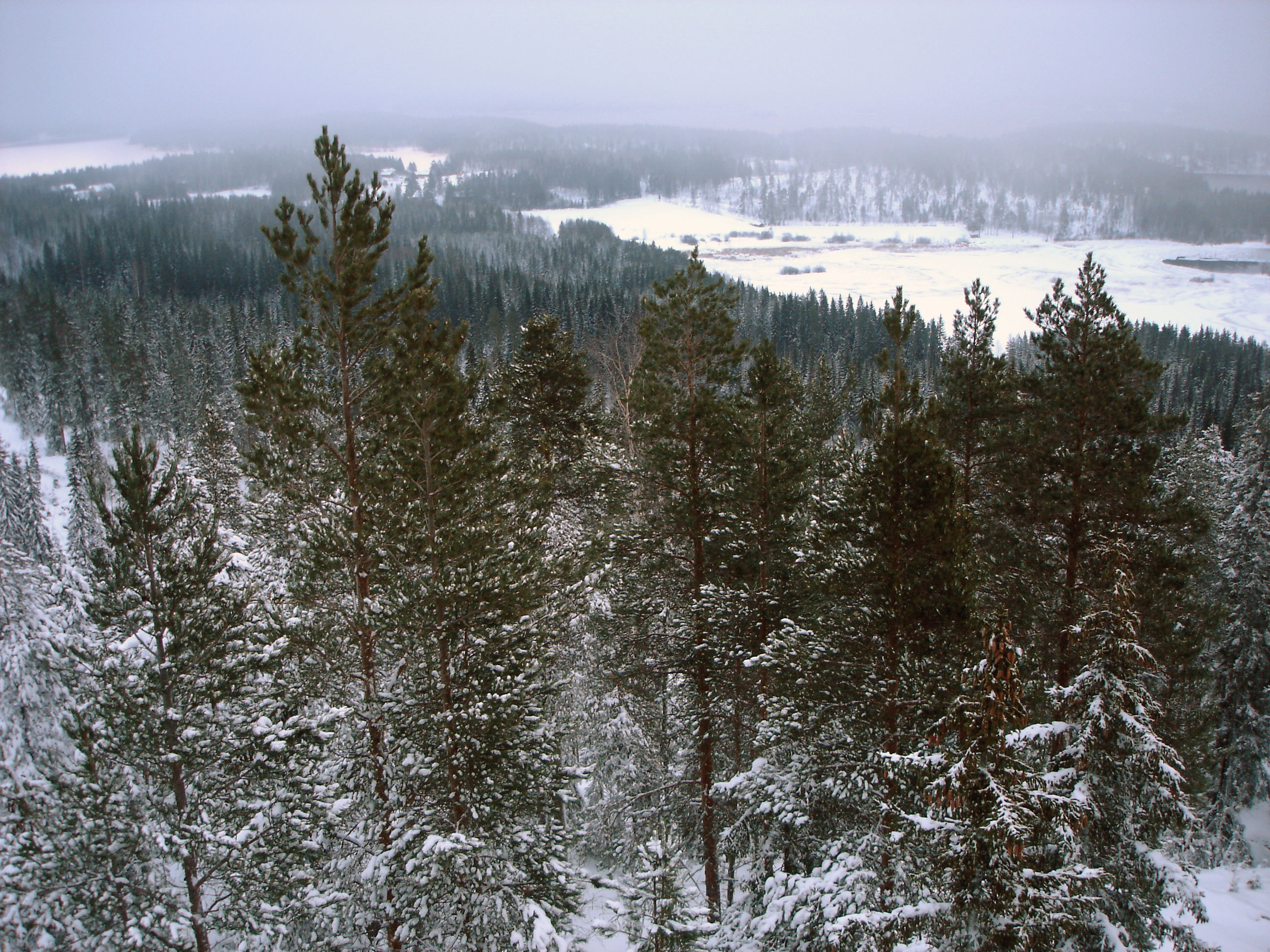
En vy över Korpilax från utsiktstornet på krönet av Oravivuori

## Politik

### Mandatfördelning i Korpilahti kommun, valen 1976–2004
| 7 | 5 |  | 11 | 3 |

| 6 | 6 |  | 11 | 3 |

| 5 | 6 |  | 11 | 4 |

| 5 | 6 |  | 11 | 4 |

| 5 | 6 |  |  | 11 | 3 |

| 4 | 3 |  | 3 | 13 |  | 2 |

| 4 | 5 |  | 13 |  | 3 |

| 5 | 4 | 2 | 11 |  | 4 |

| 11 | 16 |